# إف-105 ثاندرتشيف
الإف-105 ثاندرتشيف هي طائرة حربية فوق صوتية أمريكية من إنتاج شركة ربابليك أفياشن. تصنف الإف-105 على انها طائرة مقاتلة-قاذفة. كانت الإف-105 قادرة على التحليق بسرعات تصل إلى ماخ 2، وقد قامت بالجهد الأكبر في مهام القصف على فييتنام الشمالية في المراحل الأولى من حرب فييتنام. أنتجت في البداية كطائرة بمقعد واحد، ثم أضيف إليها مقعدين وتخصصت في مهام تدمير الدفاعات الجوية الأرضية (مواقع الصواريخ أرض-جو). أطلق عليها لقب «ثاد» من قبل أطقمها.
يظل أكثر ما تتذكر به الثاندر تشيف هي هجماتها فوق فييتنام الشمالية، حيث قامت بأكثر من 20,000 طلعة هناك وتم خسارة 382 طائرة (تقريبا نصف العدد الكلي الذي أنتج وهو 833). وعلى الرغم من أنها كانت تفتقد للرشاقة التي تمتعت بها طائرات الميج، إلا أنها وحسب المصادر الأمريكية تمكنت من اسقاط 27.5 طائرة معادية.
على الرغم من أنها كانت طائرة ثقيلة (22,680 كجم)، إلا انها كانت تستطيع أن تتجاوز سرعة الصوت في منسوب سطح البحر وتتجاوز الماخ 2 في الارتفاعات العالية. كم كانت تستطيع أن تحمل (6,350 كجم) من القنابل والصواريخ. استبدلت الثاندرتشيف خلال حرب فييتنام بالإف-4 فانتوم الثانية والإف-111. وعلى الرغم من ذلك ظلت بعض طرازات الثاندرتشيف في الخدمة حتى عام 1984 حين استبدلت بالإف-4 جي والتي بدورها استبدلت بالإف-16 سي.جي المتخصصة حاليا في مهام اسكات الدفاعات الأرضية المعادية.

## التطوير
كتطور طبيعي للطائرة إف-100 سوبر سابر والتي كانت قادرة على التحليق بسرعة 1 ماخ، زودت الإف-105 بصواريخ ومدفع أيضا، كما روعى في تصميمها قدرتها على التحليق بسرعات عالية على ارتفاعات منخفضة أثناء حملها لقنبلة نووية داخلها (أي ليس على الأجنحة أو جانبي جسم الطائرة). طارت لأول مرة في عام 1955، ودخلت الخدمة في عام 1958. كانت الإف-105 أكبر مقاتلة أمريكية على الإطلاق ذات محرك واحد، فكانت الإف-105 ذات المقعد الواحد تستطيع أن تحمل قنابل أكثر من القاذفات ذات الأربع محركات والتي كانت تدار بأطقم تصل إلى 10 والتي شاركت في الحرب العالمية الثانية مثل البي-17، بي-24 والبي-29.